# ولادیمیر دیشلینکوویچ
ولادیمیر دیشلینکوویچ (صربی: Vladimir Dišljenković؛ زادهٔ ۲ ژوئیهٔ ۱۹۸۱) بازیکن فوتبال اهل صربستان بود.
از باشگاه‌هایی که در آن بازی کرده‌است می‌توان به باشگاه فوتبال متالیست خارکوف، باشگاه فوتبال ستاره سرخ بلگراد، و باشگاه فوتبال متالورگ دونتسک اشاره کرد.
وی همچنین در تیم‌های ملی فوتبال صربستان و مونته‌نگرو و صربستان بازی کرده‌است.